# Eloactis globulosa
Eloactis globulosa is een zeeanemonensoort uit de familie Haloclavidae. De anemoon komt uit het geslacht Eloactis. Eloactis globulosa werd in 1833 voor het eerst wetenschappelijk beschreven door Quoy & Gaimard. 